# ميغيل ماسيدو
ميغيل ماسيدو (6 يونيو 1959 – 13 مارس 2025) هو محامي وسياسي برتغالي، ولد في 6 مايو 1959 في براقرة في البرتغال. نشط حزبياً في الحزب الديمقراطي الاجتماعي. في 1987 Portuguese legislative election ‏، انتخب عضو مجلس الجمهورية ‏ عن دائرة دائرة براقرة ‏ وقد انضم خلال فترته النيابية ‏ للكتلة البرلمانية الحزب الديمقراطي الاجتماعي.